# Čikoj
Čikoj (rusky Чикой, mongolsky Цөх гол [Cöch gol]) je řeka v Burjatské republice a v Zabajkalském kraji v Rusku a v délce přibližně 100 km tvoří hranici se Selengským ajmagem Mongolska. Je dlouhá 769 km. Povodí řeky je 46 200 km².

## Průběh toku
Pramení na východním svahu Čikonského hřbetu. Teče na západ podél jižních svahů Malchanského hřbetu. Na dolním toku se rozděluje na několik ramen. Ústí zprava do Selengy (povodí Jeniseje).

### Přítoky
Největším přítokem je zleva Menza.

## Vodní režim
Zdrojem vody jsou převážně dešťové srážky. Průměrný roční průtok vody činí 265 m³/s. Zamrzá na konci října až v listopadu a rozmrzá v dubnu až na začátku května. Na horním toku na říčních prazích promrzá až do dna. V létě a na podzim dochází k povodním.

## Využití
Využívá se na zavlažování. V údolí řeky leží lázně Jamarovka.